# T-495
T-495 – radziecki, a następnie albański trałowiec z okresu zimnej wojny, jeden z dwóch zakupionych przez Albanię trałowców proj. 254K. Okręt został zwodowany 22 czerwca 1954 roku w stoczni numer 363 w Leningradzie, a do służby w Marynarce Wojennej ZSRR przyjęto go 16 września 1954 roku pod nazwą T-495. W 1960 roku jednostka została zakupiona przez Albanię i weszła w skład Marynarki Wojennej tego państwa 23 listopada 1960 roku. Okręt, oznaczony w ciągu wieloletniej służby numerami 152, 460, 741, AS-342, 227, M-222 i M-112, w 1997 roku wpłynął nielegalnie na włoskie wody terytorialne i został internowany w Brindisi, a w 2011 roku został skreślony z listy albańskiej floty.

## Projekt i budowa
Prace nad pełnomorskim trałowcem bazowym rozpoczęły się w ZSRR w 1943 roku, na bazie doświadczeń z budowy i eksploatacji trałowców projektu 58 i projektu 263. Początkowo projektem zajmowało się biuro konstrukcyjne CKB-370, następnie CKB-17, a ostateczną koncepcję jednostki opracowało CKB-363 w 1946 roku. Nowe okręty miały być zdolne do określania granic pól minowych i ich likwidacji, prowadzenia trałowań kontrolnych i rozpoznawczych, torowania przejść w polach minowych, eskortowania za trałami innych jednostek i stawiania min. W 1947 roku rozpoczęto produkcję seryjną, budując łącznie ok. 180 okrętów w wersjach 254, 254K, 254M i 254A.
T-495 zbudowany został w stoczni numer 363 w Leningradzie. Stępkę okrętu położono 26 października 1953 roku, został zwodowany 22 czerwca 1954 roku, a do służby w Marynarce Wojennej ZSRR wszedł 16 września 1954 roku.

## Dane taktyczno-techniczne
Okręt był dużym, pełnomorskim trałowcem. Długość całkowita wynosiła 58 metrów (54 metry na konstrukcyjnej linii wodnej), szerokość 8,5 metra i zanurzenie 2,3 metra. Wyporność standardowa wynosiła 500 ton, normalna 535 ton, pełna 569 ton, a maksymalna 602 tony. Okręt napędzany był przez dwa turbodoładowane czterosuwowe silniki Diesla 9D o łącznej mocy 2200 koni mechanicznych (KM). Dwuśrubowy układ napędowy pozwalał osiągnąć prędkość 14 węzłów (maks. 8,3 węzła podczas trałowania). Zasięg wynosił 2200 Mm przy prędkości 14 węzłów, 3800 Mm przy 10 węzłach i 1500 Mm z trałem przy prędkości 7 węzłów. Autonomiczność wynosiła 7 dób.
Uzbrojenie artyleryjskie jednostki stanowiły cztery działka kal. 37 mm L/70 V-11 (2 x II), z zapasem 1000 sztuk amunicji na lufę oraz osiem karabinów maszynowych kal. 12,7 mm L/79 (4 x II), z zapasem 2000 sztuk amunicji na lufę. Broń ZOP stanowiły dwa miotacze bomb głębinowych BMB-1 (z zapasem 10 bomb głębinowych B-1. Ponadto okręt mógł przenosić 8 min typu AMD-1000 (lub zamiennie 10 typu KB-3 lub 16 wz. 08/39). Wyposażenie uzupełniały trały: trał kontaktowy MT-2, trał magnetyczny TEM-52 i dwa trały akustyczne BAT-2. Wyposażenie radioelektroniczne obejmowało sonar Tamir-10 oraz radary Lin’ i Rym-K.
Załoga okrętu składała się z 68 oficerów, podoficerów i marynarzy.

## Służba
T-495 służył we Flocie Bałtyckiej do sierpnia 1960 roku, kiedy został zakupiony przez Albanię (wraz z bliźniaczą jednostką T-484). Trałowiec przyjęto w skład Marynarki Wojennej tego państwa 23 listopada 1960 roku. Okręt oznaczony był w ciągu wieloletniej służby numerami 152, 460, 741, AS-342, 227, M-222 i M-112. 17 marca 1997 roku okręt (oznaczony wówczas numerem burtowym AS-342) wpłynął nielegalnie na włoskie wody terytorialne i został internowany w Brindisi (jednostka została zwrócona Albanii pod koniec roku). Okręt został skreślony z listy floty w 2011 roku.